# Far de Salou
El far de Salou és un far situat al cap de Salou, al municipi homònim. Es tracta d'una petita torre d'11 m d'alçada en maçoneria, amb galeria i fanal, muntada sobre una casa del farer d'una sola planta. El far està pintat de blanc amb una sola banda vermella estreta sota la galeria, i la llanterna i la seva cúpula són de vidre.

## Història
Inicialment projectat per al port de Tarragona, finalment es va decidir instal·lar el far al cap de Salou a causa de la lentitud de les obres del port ja que la nova localització el dotava d'un abast i horitzó superiors, cosa que permetia utilitzar-lo de llum de recalada i com a llum de costa. El far es va encendre el 1858. Proveït d'un aparell giratori òptic de 3r ordre, donava la característica de llum fixa blanca variada per centelleigs de 3 en 3' visibles a la distància de 14 milles i tenia per il·luminar-se un llum que funcionava amb oli d'oliva, que es adaptar més tard per a l'ús de la parafina i el petroli. Per donar-li més abast se li va posar una instal·lació d'incandescència per vapor de petroli a pressió que va entrar en servei el 1920. El 1924 va estrenar l'aparença de llum fixa blanca variada per grups de quatre centelleigs del mateix color, per la qual cosa es va adaptar l'òptica i se li va acoblar un mecanisme de gir. També es va instal·lar un llum de major potència, arribant a un abast de 31 milles per als centelleigs i 22 milles per a la llum fixa. Entre 1951 i 1954 es va electrificar i es van instal·lar una llanterna i òptica aeromarítimes i un nou mecanisme de gir. Amb el nou equip passaria a tenir l'aparença actual de quatre centelleigs blancs cada 20" i 32 milles d'abast en temps ordinari. El 1974 va entrar en servei un radiofar. El 1986 es va instal·lar una balisa d'emergència que dona la mateixa característica. Fins a l'any 1934 no va tenir camí de servei, per la qual cosa els 8 km que el separaven de Vilaseca es feien camp a través mitjançant una carretera de 1,5 km que enllaça amb la general de La Pineda a Salou per la costa.